# Двуполье

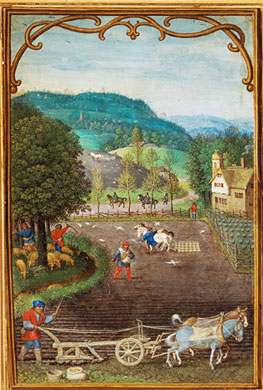
Миниатюра с изображением средневековой осенней сцены, на которой крестьяне сеют и пашут. Симон Бенинг около 1540 года

Двупо́лье — известный ещё с античных времен способ сельскохозяйственной обработки земли, при котором под посевы используется только половина участка, а другая половина находится под паром, с ежегодным их чередованием. Является дальнейшим развитием переложной системы. «Отдыхающая» часть обычно распахивалась (чистый или чёрный пар) и использовалась как пастбище для домашнего скота. В степных районах, где пашня могла подвергаться ветровой эрозии, чистый пар нередко заменялся посадками других культур, что являлось первым шагом на пути к трёхполью.
Двуполье являлось более прогрессивной системой обработки земли по сравнению с подсечно-огневым земледелием, так как сокращало трудовые затраты и предотвращало истощение почвы. Но, в то же время, оно выводило из оборота половину пригодных для посадки сельскохозяйственных культур площадей, что способствовало сохранению экстенсивного способа ведения сельского хозяйства. В дальнейшем (в России — на рубеже XIII—XIV веков, при освоении земель на водоразделах) начинает вытесняться трёхпольем, хотя в некоторых районах Российской империи двуполье сохранялось до конца XIX века.